# Ульши-ла-Виль
Ульши́-ла-Виль (фр. Oulchy-la-Ville) — коммуна во Франции, находится в регионе Пикардия. Департамент коммуны — Эна. Входит в состав кантона Виллер-Котре. Округ коммуны — Суасон.
Код INSEE коммуны — 02579.

## Население
Население коммуны на 2010 год составляло 127 человек.
| 1962 | 1968 | 1975 | 1982 | 1990 | 1999 | 2010 |
| ---- | ---- | ---- | ---- | ---- | ---- | ---- |
| 132  | 150  | 138  | 140  | 116  | 126  | 127  |

## Экономика
В 2010 году среди 87 человек трудоспособного возраста (15—64 лет) 67 были экономически активными, 20 — неактивными (показатель активности — 77,0 %, в 1999 году было 65,1 %). Из 67 активных жителей работали 65 человек (36 мужчин и 29 женщин), безработных было 2 (1 мужчина и 1 женщина). Среди 20 неактивных 9 человек были учениками или студентами, 3 — пенсионерами, 8 были неактивными по другим причинам.